# ويليام هوارد (كاتب)
ويليام هوارد (بالإنجليزية: William K. Howard) (و. 1899 – 1954 م) هو مخرج أفلام، وكاتب، وكاتب سيناريو أمريكي، ولد في ساينت ماريس، أوهايو، توفي في لوس أنجلوس، عن عمر يناهز 55 عاماً.

## وصلات خارجية
- ويليام هوارد على موقع IMDb (الإنجليزية)
- ويليام هوارد على موقع الموسوعة البريطانية (الإنجليزية)
- ويليام هوارد على موقع ألو سيني (الفرنسية)
- ويليام هوارد على موقع أول موفي (الإنجليزية)
- ويليام هوارد على موقع قاعدة بيانات الأفلام السويدية (السويدية)
- ويليام هوارد على موقع إن إن دي بي (الإنجليزية)
- ويليام هوارد على موقع قاعدة بيانات الفيلم (الإنجليزية)
- ويليام هوارد على موقع كينوبويسك (الروسية)